# بخش مرکزی شهرستان تفت
بخش مرکزی شهرستان تفت یکی از بخش‌های شهرستان تفت در استان یزد ایران است.

## تقسیمات کشوری
- بخش مرکزی شهرستان تفت
  - دهستان پیشکوه
  - دهستان شیرکوه
  - دهستان علی آباد
  - دهستان نصرآباد
  - دهستان دهشیر

شهر: تفت

## جمعیت
بنابر سرشماری مرکز آمار ایران، جمعیت بخش مرکزی شهرستان تفت در سال ۱۳۸۵ برابر با ۳۲۵۴۳ نفر بوده است.